# Arhopalus biarcuatus
Arhopalus biarcuatus är en skalbaggsart som beskrevs av Pu 1981. Arhopalus biarcuatus ingår i släktet Arhopalus och familjen långhorningar. Inga underarter finns listade.